# 施兆平
施兆平（1934年—），男，上海崇明人，中华人民共和国军事人物，中国人民解放军少将，曾任吉林省军区政治委员。